# Музей Степана Бандери в Дублянах
Музе́й Степа́на Банде́ри в Дубля́нах — меморіальний музей, що входить до складу Львівського національного аграрного університету (ЛНАУ).

## Історія
1993 р. на фасаді старого академічного корпусу Університету в Дублянах встановлено меморіальну таблицю з написом і рельєфним портретом Степана Бандери різця львівських скульпторів Василя і Володимира Одрехівських.
Музей відкрито 4 січня 1999 року з ініціативи академіка НААНУ Володимира Снітинського.
У 2002 році в Дублянах перед Академічним корпусом постав у бронзі пам'ятник Славетному Провіднику українських національно-визвольних змагань XX століття Степанові Бандері, він притягує до себе національно свідомих громадян не тільки нашого краю, але й усієї України, а також гостей із-за кордону.

## Експозиція

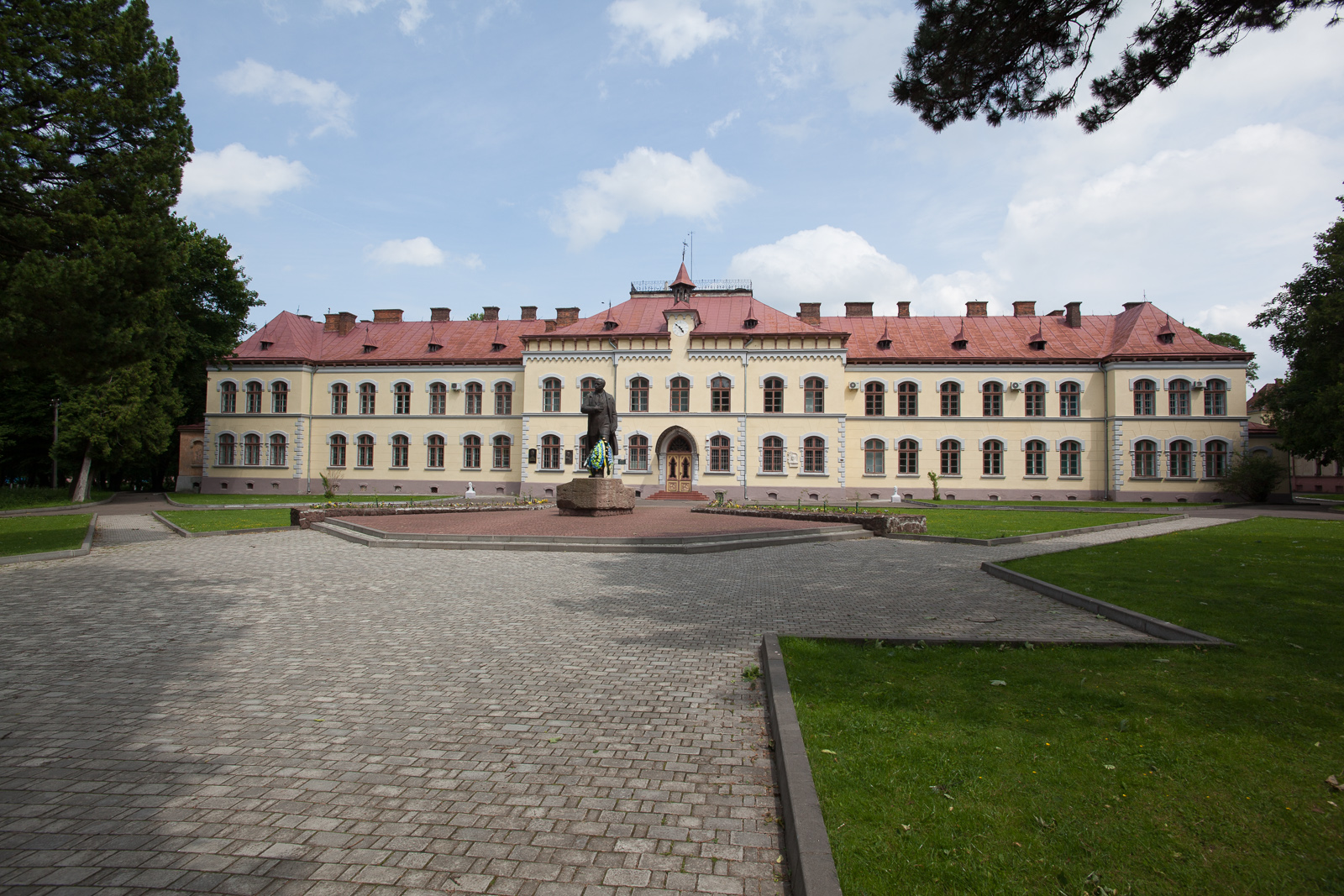
Пам'ятник Степанові Бандері перед старим корпусом Львівського національного університету природокористування

Експозиція розміщена у двох просторих залах головного корпусу Університету, на другому поверсі, поряд із приймальнею ректора.
Профіль — меморіальний. Площа — 60 кв. м. З часу заснування Музею в його фондах зібрано 1600 одиниць збереження.
Музейна експозиція висвітлює тему національно-визвольних змагань українського народу у XX ст., навчання Степана Бандери у 1928–1933 рр. на рільничо-лісовому факультеті Львівської політехніки в Дублянах, його участь в українському національному житті краю і високу політичну активність.
Студент С. Бандера був членом УВО,, з 1929-го — членом ОУН.. Вчилися тут і його брати Олександр та Василь, а також сестра Марта.
Серед музейних предметів: скульптурні і живописні роботи, зразки обмундирування вояків УПА, окремі елементи озброєння; колекція відзнак і нагород періоду національно-визвольної боротьби 1914–1952 роки, яку зібрав і подарував Музеєві колекціонер-фалерист Степан Пахолко; макети будівель у Дублянах, пов'язаних з ім'ям Степана Бандери; спогади про нього; книжки, газетно-журнальні матеріали, ксерокопії документів і фотографій; відеоматеріали, поштові марки, путівники по музеях С. Бандери та інші документи.

Фонди Музею постійно поповнюються. Лише портретів Степана Бандери в Музеї налічується п'ять. Серед них найцікавіші роботи П.Зайченка (1945 р.), Степана Пісьо (1988 р.), Миколи Горди (2002 р.).
Великий інтерес відвідувачів викликають живописне полотно «Освячення каменя під пам'ятник С. Бандері в Дублянах» Миколи Горди; відеокасета «Атентат. Осіннє убивство в Мюнхені»; аудіокасета з голосом С.Бандери (Мюнхен, 1959 р.); скульптура «Степан Бандера — студент», подарована львівським мистцем Ярославом Лозою; альбом на 200 світлин «Відкриття пам'ятника С. Бандері в Дублянах 5. 10. 2002 р.»; марка Підпільної Пошти України з портретом молодого С. Бандери, передана з Мюнхена; унікальне фото, на якому — С. Бандера серед учасників драматичного і співочого гуртків у Дублянах (1930–1931 рр.); фото з сестрами С. Бандери — Володимирою і Оксаною; червоно-чорна стрічка з написом «Провідникові ОУН — Провід ОУН» від вінка з могили С. Бандери, привезена з Мюнхена Ярославом Лемиком в 1994 р., кольорові світлини особистих речей С. Бандери, передані з Музею української визвольної боротьби ім. С. Бандери в Лондоні.
Велику цінність у Музеї мають теоретичні праці Степана Бандери, зібрані у збірнику «Перспективи української революції», автобіографія «Мої життєписні дані», окремі роботи, зокрема «З невичерпного джерела», «Більшовизм і визвольна боротьба» та інші.

Унікальним дарунком з Нью-Йорка є 10-томне видання доктора, професора Петра Ґоя «Збірка газетних і журнальних матеріалів про вбивство С. Бандери» (1959–1999), яке передала до Музею дружина автора Олена-Леся Ґой.
Меморіальним експонатом у Музеї є земля, привезена з-під рідного дому С. Бандери в Угринові Старому.

## Сучасність
З часу відкриття Музей відвідало понад 60 тис. осіб з різних куточків світу: США, Канади, Німеччини, Франції, Польщі, Угорщини, Естонії, Китаю, Білорусі, Росії тощо, а також багатьох регіонів України. Серед них — студентські академічні групи, випускники різних років Львівського національного аграрного університету, учні середніх шкіл і студенти вищих і середніх навчальних закладів, учасники наукових конференцій з України та з-за кордону, військовослужбовці, представники центральних та регіональних урядових установ. Також відвідують музей групи або особи від громадських організацій, працівники культури, засобів масової інформації, ветерани ОУН і УПА, екскурсійні групи, гості університету.
При музеї діє громадський Центр національно-патріотичного виховання молоді. Заклад проводить масові заходи, веде наукову, видавничу та інформаційну роботу. Останні видання музею: путівник «Музей Степана Бандери в Дублянах» (2005), та дослідження «Навчання і революційна діяльність Степана Бандери в Дублянах» (2006) авторства Петра Гоця, «Сто Степанових літ» (упорядник Петро Гоць, 2008) та «Збірник матеріалів Всеукраїнської науково-практичної конференції до 100-річчя Степана Бандери» (упорядник Оксана Горда 2009), часопис «Вісті музею Степана Бандери в Дублянах».